# باشگاه ورزشی پراکاش
باشگاه ورزشی پراکاش یک باشگاه فوتبال سورینامی است که در نیو نیکری واقع شده است. این باشگاه در حال حاضر در لیگ دسته سه سورینام رقابت می‌کند. آنها قبلاً در دسته اول و دوم بازی کرده‌اند و یک بار در جام قهرمانان کونکاکاف حضور داشتند، جایی که در مرحله دوم به ترانسوال شکست خوردند.